# Austrochrysa hexasticha
Austrochrysa hexasticha is een insect uit de familie van de gaasvliegen (Chrysopidae), die tot de orde netvleugeligen (Neuroptera) behoort. 
Austrochrysa hexasticha is voor het eerst wetenschappelijk beschreven door Gerstäcker in 1894.